# 임레 게저
임레 게저(헝가리어: Imre Géza, 헝가리어 발음: [ˈimrɛ ˈɡeːzɒ], 1974년 12월 23일~)는 헝가리의 펜싱 선수로 주 종목은 에페이다. 1996년부터 2016년까지 2000년 하계 올림픽을 제외한 모든 올림픽에 참가하였고, 아테네에서 열린 2004년 하계 올림픽에서 남자 에페 단체전 은메달, 2016년 하계 올림픽에서 남자 에페 개인전 은메달, 1996년 하계 올림픽에서 남자 에페 개인전 동메달을 획득했다. 또한 세계 선수권 대회에서 금메달 4개, 은메달 2개, 동메달 4개를 획득했으며 2015년 세계 선수권 대회에서 남자 에페 개인전 우승을 차지했다.

## 개인사
임레는 허르샤니 야노시 단과대학 경제학과를 졸업했다.
임레는 1999년에 헝가리의 핸드볼 선수인 쾨케니 베어트릭스와 결혼했다. 슬하에 아들 임레 벤체와 딸 임레 소피가 있으며 자녀들은 핸드볼 선수로 활동하고 있다.

## 수상
- 올해의 헝가리 스포츠팀 선수(1998년)
- 올해의 헝가리 펜싱 선수(1996년, 2015년)
- 부다페스트 프로우르베상(2016년)
- 화강암 사자 모범상(2017년)

### 수훈
- 헝가리 공화국 은십자(1996년)
- 헝가리 국방훈장 2급(1998년)
- 기사십자 헝가리 공화국 공로장(2004년)
- 사령관십자 헝가리 공로장(2016년)